# طوم براونينج (لاعب كرة قاعدة)
طوم براونينج (بالإنجليزية: Tom Browning)‏ هو لاعب كرة قاعدة أمريكي، ولد في 28 أبريل 1960 في كاسبر في الولايات المتحدة.

## وصلات خارجية
- طوم براونينج على موقعبيزبول رفرنس.كوم (الدوري الرئيسي) (الإنجليزية)
- طوم براونينج على موقعبيزبول رفرنس.كوم (الدوري الثانوي) (الإنجليزية)
- طوم براونينج على موقع مشجعي الرسوم البيانية (الإنجليزية)